# Erin Wasson
Erin Wasson (* 20. ledna 1982 Irving) je americká modelka. Pracovala například s fotografy Peterem Lindberghem, Ellen von Unwerth, Patrickem Demarchelierem a Nan Goldin. Její fotografie se objevily na obálkách řady časopisů, včetně Elle, Esquire a Vogue. Na přehlídkách zastupovala například návrháře Karla Lagerfelda, Tommyho Hilfigera, Driese van Notena a Alexandera Wanga. V roce 2008 pracovala na multimediální kampani pro značku Justina Timberlaka William Rast. V rámci kampaně vznikla například série filmů v režii Jonase Åkerlunda. V letech 2005 a 2011 se objevila v kalendáři Pirelli. Hrála ve dvou celovečerních filmech, Odnikud někam (2010) a Abraham Lincoln: Lovec upírů (2012). Také vystupovala ve videoklipu k písni „Madness“ kapely Muse. V roce 2018 navrhla čtyřdílnou kolekci pro obuvní společnost Lucchese.